# István Bilek
István Bilek (Budapest, 11 agosto 1932 – 20 marzo 2010) è stato uno scacchista ungherese.

## Carriera
Bilek ha ottenuto il titolo di maestro internazionale nel 1958 e di grande maestro internazionale nel 1962. È stato tre volte campione nazionale d'Ungheria (1963, 1965, 1970) e ha disputato gli interzonali nel 1962 e nel 1964. I suoi migliori tornei sono stati quelli di Balatonfüred (1960), Salgótarján (1967) e Debrecen (1970), dove è arrivato primo.
Bilek ha giocato nella nazionale ungherese in nove Olimpiadi degli scacchi (le edizioni dal 1958 al 1974), ottenendo tre medaglie individuali: argento in quarta scacchiera nel 1962, bronzo in terza scacchiera nel 1966 e argento in seconda scacchiera nel 1972.
Il suo Elo massimo è stato pari a 2500, raggiunto nel febbraio 1973.